# 羽根尾站

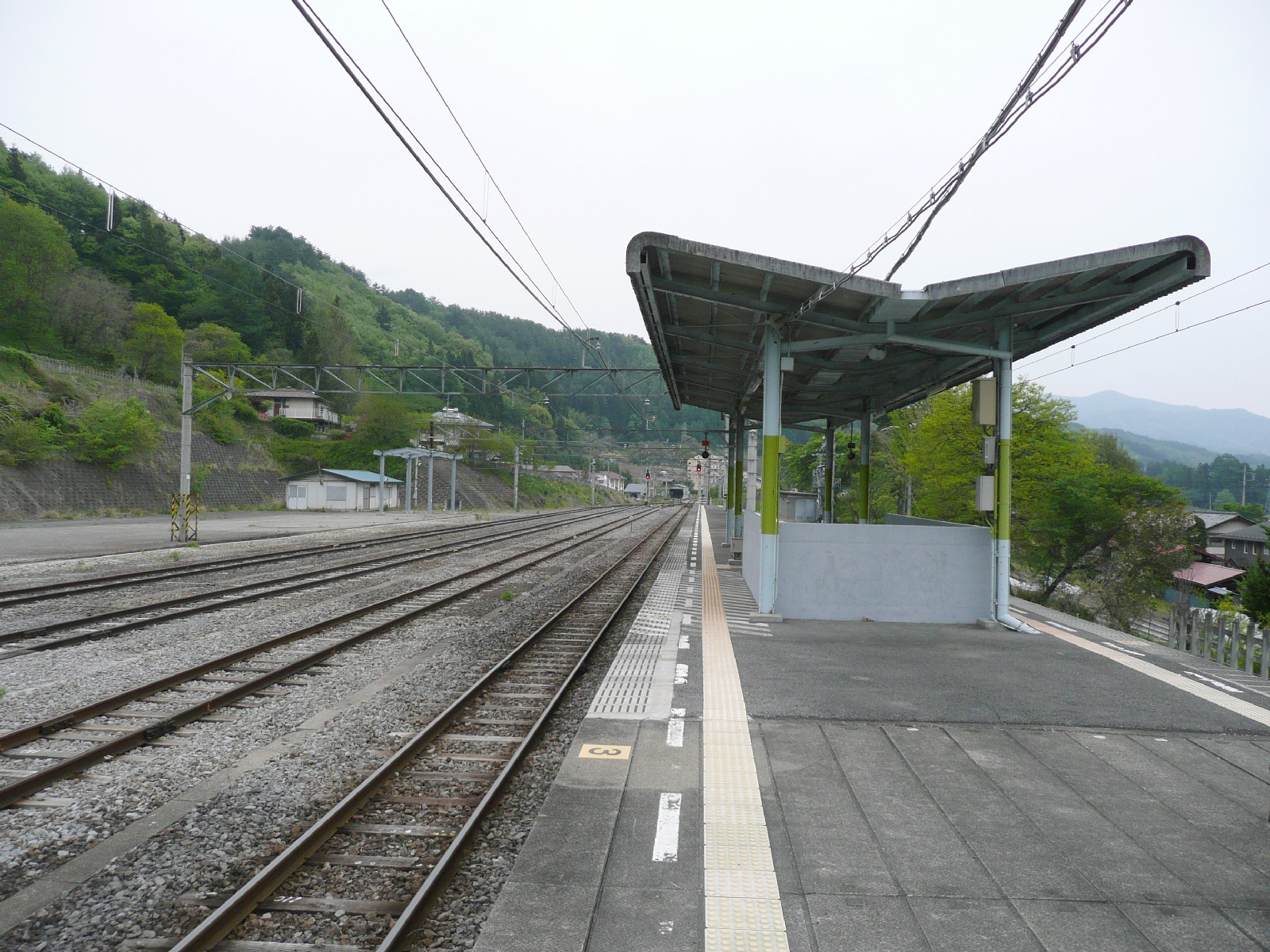
月台（2009年5月）

羽根尾站（日语：／ Haneo eki */?）是位於群馬縣吾妻郡長野原町大字羽根尾1352番2號，東日本旅客鐵道（JR東日本）的吾妻線車站。

## 歷史
- 1971年（昭和46年）3月7日：車站啟用[1]。
- 1982年（昭和57年）3月：結束貨物起卸業務。
- 1987年（昭和62年）4月1日：伴隨國鐵分割民營化，車站由東日本旅客鐵道（JR東日本）營運[2]。
- 2007年（平成19年）：剩下的上蓋貨物設施被拆毀。靠山的一條側線撤走。
- 2014年（平成26年）10月1日：此站編入至東京近郊區間[3]。
- 2018年（平成30年）：把所有沒有架空電纜的側線撤走。

## 車站構造
車站是一座地面車站，設有1面2線的島式月台。此站沒有車站大樓。月台位於高於站前廣場的位置。月台與廣場設有行人隧道連接。此站是由長野原草津口站管理的無人車站。

### 月台
| 月台 | 路線    | 上下行 | 方向                  |
| ---- | ------- | ------ | --------------------- |
| 南邊 | ■吾妻線 | 下行   | 萬座·鹿澤口、大前方向 |
| 北邊 | ■吾妻線 | 上行   | 澀川方向              |

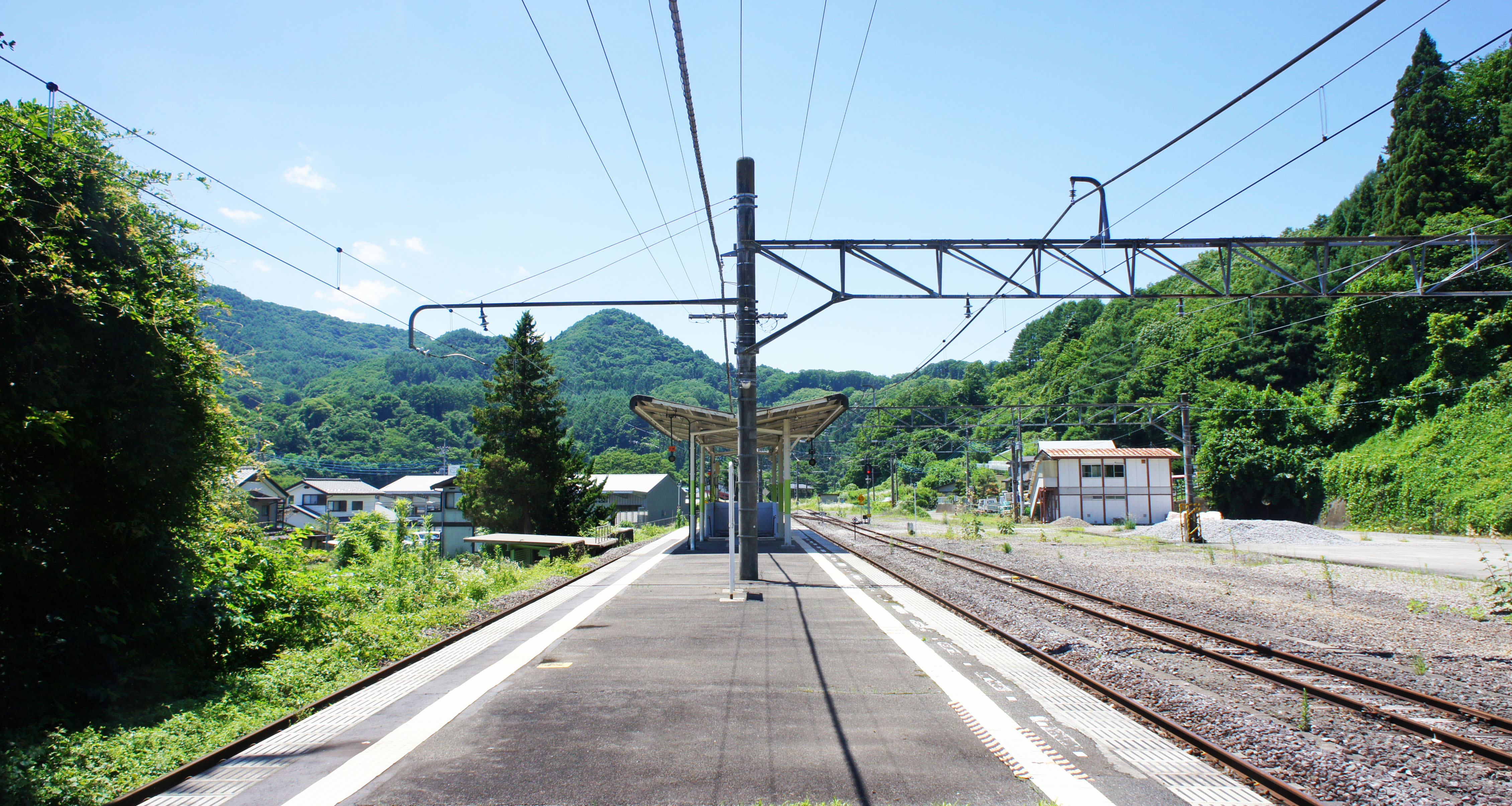
月台（2021年7月）

參考
在車站啟用至1982年（昭和57年）之間，此站設有貨物起卸業務。當時設有站長和站員當值。由於此站曾經設有貨物起卸業務，因此車站範圍較大，最多設有4條側線。現時，只剩下1條鄰接上行線的側線（設有架空電纜）。該側線用作停泊列車。
另外，此站是吾妻線內最後可進行列車交會的車站。

## 使用狀況
以下為1日平均乘車人次：
| 年度   | 一日平均 乘車人次 |
| ------ | ----------------- |
| 2002年 | 89                |
| 2003年 | 90                |
| 2004年 | 77                |
| 2005年 | 70                |
| 2006年 | 66                |
| 2007年 | 46                |
| 2008年 | 43                |
| 2009年 | 39                |
| 2010年 | 43                |
| 2011年 | 41                |

## 車站周邊
- 羽根尾城
- 吾妻川（日语：吾妻川）
- 羽根尾路口 - 國道144號、國道145號（日语：国道145号）、國道146號（日语：国道146号）的起點。

## 巴士路線
「應桑道」巴士站（在國道145號上）
草輕交通
- 急行草輕線（急行）　輕井澤站 - 北輕井澤 - 應桑道 - 草津溫泉（日语：草津温泉駅）
- 長野原線（各站停車）　長野原草津口站 - 應桑道 - 應桑 - 北輕井澤（各站停車）
- 草輕醫院線（各站停車）　輕井澤站 - 峰之茶屋 - 北輕井澤 - 應桑 - 應桑道 - 西吾妻福祉醫院 - 草津溫泉

## 相鄰車站
東日本旅客鐵道（JR東日本）
■吾妻線
群馬大津－羽根尾－袋倉

## 注腳
1. 1 2 3 4 5 6 7 8 9  . 週刊朝日百科. 12号 大宮駅・野辺山駅・川原湯温泉駅ほか. 朝日新聞出版. 2012-10-28: 24 （日语）.
2. ↑  『交通年鑑 昭和63年版』 交通協力會，1988年3月。
3. ↑   (PDF) (新闻稿). 東日本旅客鐵道. 2014-05-26  [2020-05-24]. （原始内容 (PDF)存档于2019-06-29） （日语）.
4. 1 2  . 東日本旅客鉄道.   [2019-08-18]. （原始内容存档于2019-08-18） （日语）.
5. ↑  JR東日本:駅構内図 （页面存档备份，存于）（日語）
6. ↑  群馬縣統計年鑑

## 外部連結
- 車站資訊（羽根尾）：東日本旅客鐵道（日語）